# میپل سیتی (کانزاس)
میپل سیتی (به انگلیسی: Maple City) یک منطقهٔ مسکونی در ایالات متحده آمریکا است که در شهرستان کاولی، کانزاس واقع شده‌است.